# Holasovice
Holasovice (en allemand : Kreuzendorf) est une commune du district d'Opava, dans la région de Moravie-Silésie, en République tchèque. Sa population s'élevait à 1 354 habitants en 2021.

## Géographie
Holasovice est arrosée par la rivière Opava et se trouve à la frontière polonaise, à 9 km au nord-ouest du centre d'Opava, à 39 km au nord-ouest d'Ostrava et à 242 km à l'est de Prague.
La commune est limitée par Brumovice au nord, par la Pologne au nord-est, par Opava à l'est, par Neplachovice au sud-est, par Stěbořice au sud, et par Velké Heraltice à l'ouest.

## Histoire
La première mention écrite de la localité date de 1131.

## Galerie

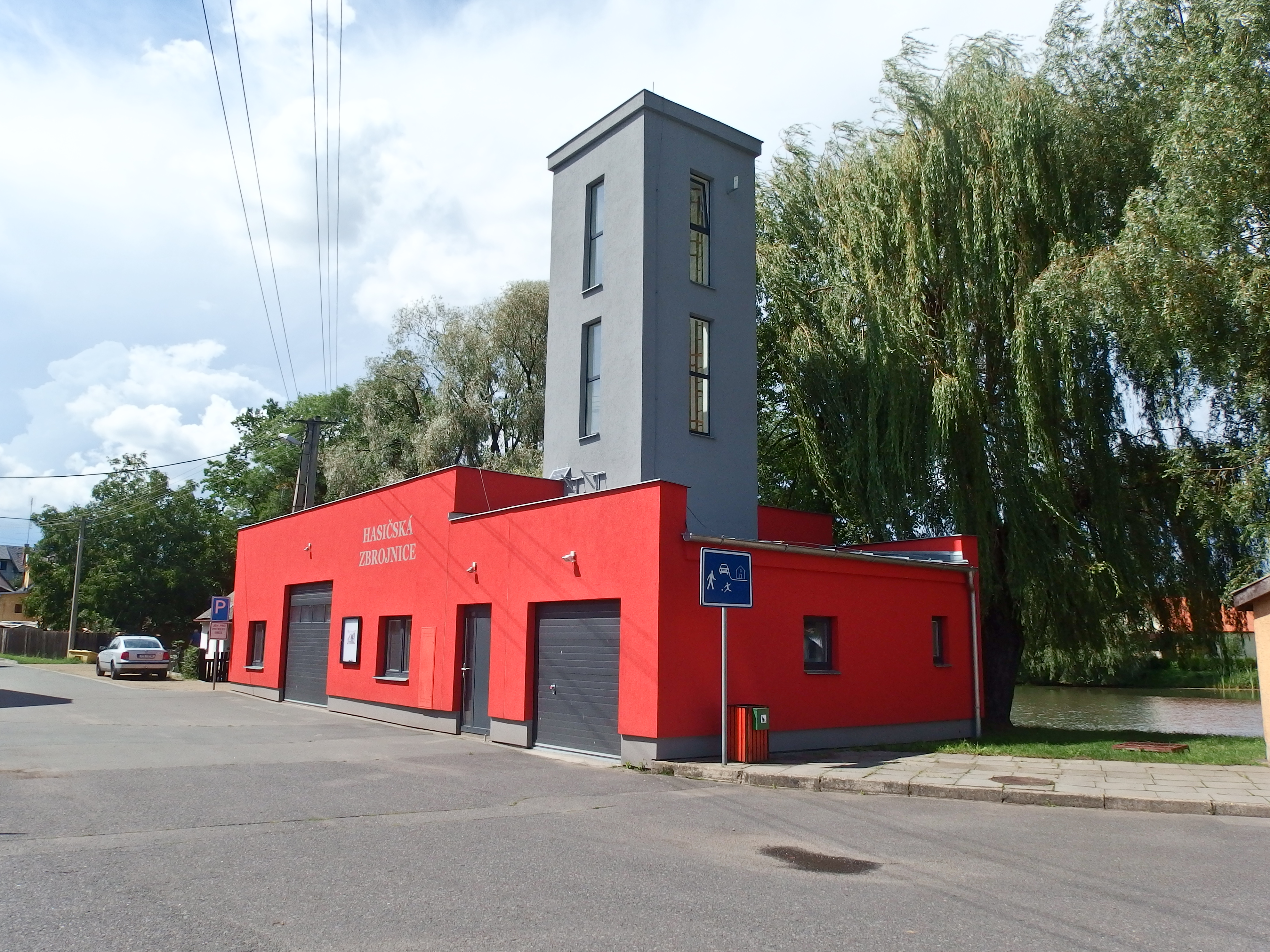
Caserne des pompiers à Loděnice.
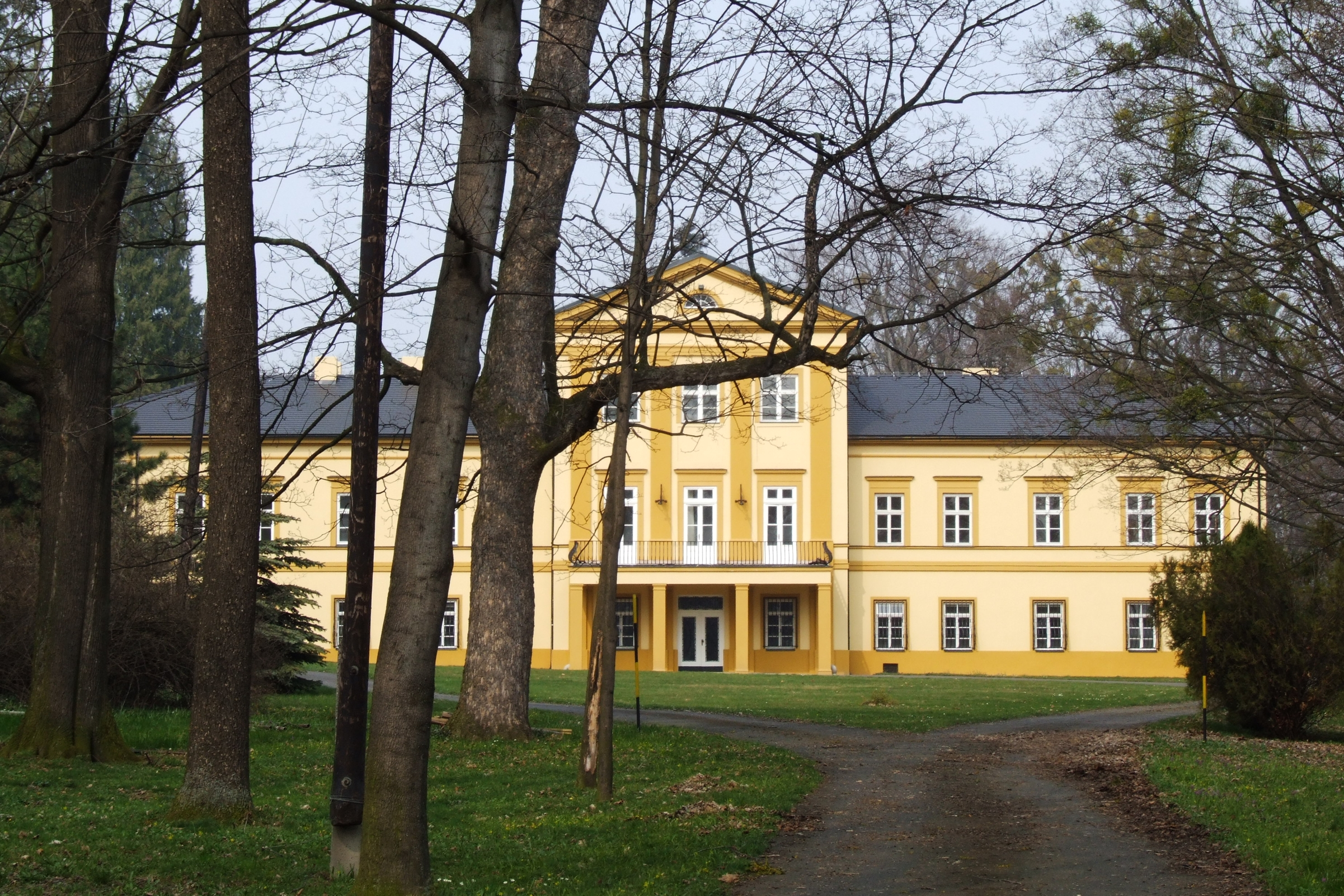
Château de Štemplovec.

## Transports
Par la route, Holasovice se trouve à 10 km d'Opava, à 45 km d'Ostrava et à 316 km de Prague.